# Amro Hamzawi
Amro Hamzawi (Beirut, 15 d'agost de 1974) és un guionista i director de cinema francès nascut al Líban, És el germà gran de la novel·lista Hadia Decharrière i de l'humorista Nora Hamzawi.

## Biografia
Després d'estudiar cinema a la USC School of Cinematic Arts a Los Angeles, Amro Hamzawi va treballar als Estats Units el 2003, com a ajudant de direcció de Michel Gondry, per a la pel·lícula Oblida't de mi, també fou cameraman del curtmetratge Pecan Pie, també dirigit per Gondry, i que protagonitza Jim Carrey així com Éric i Ramzy.
Després, el 2004-2005, va treballar amb el cineasta Curtis Hanson per a les pel·lícules A les seves sabates i Lucky You, també com ajudant de direcció.
De tornada a França, va deixar la seva empremta com a coguionista de la comèdia romàntica Vingt ans d'écart.
El 2018 va rodar el seu primer llargmetratge com a director, la comèdia Éléonore, de la qual també va escriure el guió. La seva germana Nora Hamzawi interpreta el paper principal, al costat d'André Marcon, Dominique Reymond i Julia Faure.

## Filmografia
- 2013 :  Vingt ans d'écart (idea original, guió i diàlegs, adaptació)
- 2020 : Éléonore (guionista i director)

## Distincions i seleccions
- Festival de Cinema Francòfon d'Angoulême 2020: Selecció oficial, a competició, per Éléonore
- Cinemania Francophone Film Festival 2020: Selecció oficial, a la categoria "comèdies de nou gènere" per Éléonore
- Tübingen - Festival Internacional de Cinema Francòfon de Stuttgart 2020: Selecció, en competició internacional, per Éléonore
- Festival de Cinema de Cabourg - Romantic Days 2013: Ciné Swann per 2Vingt ans d'écart
- Festival Internacional de Cinema de Comèdia d'Alpe d'Huez de 2013:
  - Llargmetratge fora de competició per 20 ans d'écart